# 石志本
石志本（1907年—1975年），中国人民解放军将领、中国人民解放军开国少将。
曾任察哈尔军区司令员。1955年，授予中国人民解放军少将。